# Convoi no 73 du 15 mai 1944

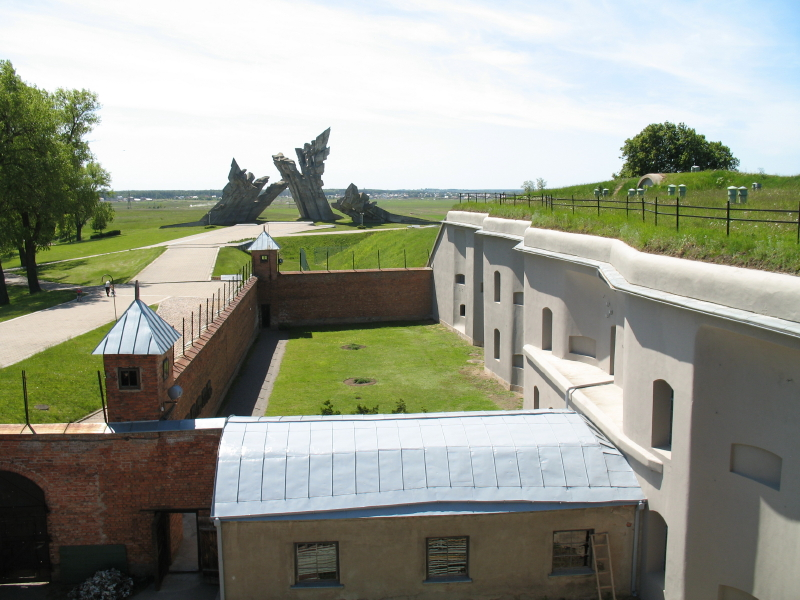
Le Neuvième Fort de Kaunas avec au fond un monument en mémoire des victimes du fascisme, 2007.

Le convoi no 73 du 15 mai 1944, surnommé « Convoi 73 », est un convoi de déportation de Juifs de France parti du camp de Drancy vers la gare de Bobigny à destination, fait unique dans l'histoire de la Shoah en France, des Pays baltes.

## Histoire
Les 878 déportés du convoi furent emmenés au Neuvième Fort, un camp d'extermination, de Kaunas en Lituanie, et à la prison Patarei de Reval (Tallinn) en Estonie. Seulement 22 déportés étaient encore en vie en 1945.
Les familles de victimes n'ont appris la destination de ce convoi qu'au milieu des années 1990, soit cinquante ans après les faits, notamment avec la découverte d'une inscription sur un mur du Neuvième fort « Nous sommes 900 Français ».
Ce fut le seul convoi de déportation originaire de Drancy à avoir cette destination, même si la cause de ce choix demeure inconnue.  En effet, ceux-ci étaient généralement dirigés vers le centre de mise à mort d'Auschwitz-Birkenau, et exceptionnellement en mars 1943 vers le centre de mise à mort de Sobibor. En outre, à la différence des autres, le Convoi 73 était composé uniquement d'hommes, peut-être pour participer à la construction d'ouvrages bétonnés pour l'organisation Todt. « Travailleurs » pour tenter d'éviter la déportation vers les centres de mise à mort, une partie des victimes était volontaire. Toutefois, une hypothèse récente suggère qu'il s'agissait en fait de déporter ces hommes pour leur faire effacer les traces d'exactions déjà commises dans les pays baltes.

## Victimes notables
Parmi les personnalités ou parents de personnalités faisant partie de ce convoi : 
- Miron Zlatin, le directeur de la Maison d'Izieu et deux jeunes sur les quarante-quatre Enfants d'Izieu : Theodor Reis, âgé de 16 ans et Arnold Hirsch, âgé de 17 ans ;
- Pál Hermann, un violoncelliste né à Budapest qui enseigne le violoncelle et la composition en Allemagne, fait prisonnier et déporté pour Toulouse et le camp d'internement de Drancy vers Auschwitz.
- André Jacob, le père de Simone Veil, ainsi que le frère de celle-ci, Jean[1], tous deux morts en déportation ;
- le journaliste Abraham Cherchevsky, père d'Ève Line Blum-Cherchevsky, de Sylvie Cherchevsky-Legrand, et de la journaliste Mireille Cherchevsky, dite Carole Sandrel ;
- l'acteur Paul Velsa ;
- le médecin résistant Salomon Gluck ;
- les rabbins Elie Cyper et Nathan Hosanski ;
- trois jeunes victimes de la rafle de la Martellière à Voiron.
- le médecin autrichien Victor Kluger (45 ans), père de Ruth Kluger, déportée de Vienne survivante du camp de concentration de Theresienstadt et d'Auschwitz, auteur en 1992 de Weiter leben (Continuer à vivre), traduit en français en 1997 sous le titre Refus de témoigner

## Survivant
- Henri Zajdenwergier

## Postérité
Des plaques commémoratives ont été inaugurées à Kaunas, Tallinn et sur la gare de Bobigny. Une stèle fut aussi inaugurée au cimetière du Père-Lachaise en mémoire des victimes, le 26 novembre 2006, en présence de Simon Furetal et Henri Zajdenwerger, les deux derniers survivants des 22 rescapés du Convoi 73.
Le 29 juin 2017, le premier ministre français Édouard Philippe rend hommage à Tallinn aux membres de ce convoi et particulièrement à Henri Zajdenwergier, son dernier survivant.

## Association des familles et amis des déportés du convoi 73
À la suite de la publication en 1978 du Mémorial de la Déportation des Juifs de France de Serge Klarsfeld reproduisant les listes nominatives des convois de déportation, des familles survivantes des déportés du convoi 73 avaient pour beaucoup trouvé des précisions sur leurs disparus et en particulier découvert que leurs déportés n'avaient pas été dirigés le 15 mai 1944 vers Auschwitz ou d'autres camps connus mais vers les États baltes. Pour certains en Lituanie, au fort IX de Kaunas, et pour d'autres en Estonie à la Prison Patarei de Reval-Tallinn. 
Le 15 mai 1994, une dizaine d'insertions dans le Carnet du Monde rappelèrent la déportation de parents par le convoi 73. Les familles n'avaient pas oublié et le faisaient savoir individuellement. L'un des annonceurs, Louise Cohen, prit contact avec les autres par le biais du journal et un accord se fit sur le projet d'effectuer un voyage de la mémoire sur les lieux où avaient disparu leurs déportés. Ce cinquantenaire fut l'amorce de la formation de l'Association.
Le premier voyage de la mémoire eut donc lieu en mai 1996 et réunit une quinzaine de descendants de déportés du convoi 73 qui, par la suite, continuèrent de s'écrire et de se rencontrer. Le noyau ainsi formé prit de l'ampleur et grâce au bouche à oreille, aux informations diffusées dans les bulletins et aux réunions de la communauté juive, il fut vite nécessaire de constituer une association régie par la loi du 1er juillet 1901. Le dépôt des statuts eut lieu le 9 juillet 1999n date de la parution au Journal Officiel. L'article 2 des statuts disposaient que l'association « a pour but de regrouper les parents et amis des déportés du Convoi 73, parti de Drancy le 15 mai 1944 en direction de la Lituanie et de l'Estonie, en vue de perpétuer et transmettre le souvenir des 878 hommes qui constituaient ce convoi ».
Simone Veil, dont le père et le frère périrent dans le convoi 73, fut, jusqu'à sa mort en 2017, Présidente d'Honneur de l'Association. 
L'association a pour but de faire connaître et de préserver la mémoire des déportés du convoi 73. Constituée des familles des hommes du convoi 73, elle compte aujourd'hui près de 400 foyers représentant 280 des 878 déportés du convoi. Elle travaille aussi à faire connaître l'histoire du convoi 73 ainsi que celle des hommes qui le composaient.
Chaque année, au mois de mai, elle commémore la date du 15 mai 1944, jour de départ du convoi 73, en réunissant ses membres à Drancy et sur le parvis de la Gare de Déportation de Bobigny. Elle organise aussi des voyages de la mémoire une fois tous les deux ans sur les lieux où périrent les déportés du convoi, dans un premier temps au fort n°9 de Kaunas, en Lituanie, où une salle dite des Français a été aménagée par la Direction du Musée avec l'apport de documents et d'éléments d'exposition fournis par les familles, puis en Estonie à la Prison Patarei de Tallin et sur l'aérodrome de Lasnamaé avant de finir au camp d'extermination de Stutthof, aujourd'hui en Pologne. Ces délégations régulières permettent aussi d'entretenir les meilleures relations avec les Ambassades de France ainsi qu'avec les communautés juives locales et les responsables administratifs des pays visités. Des dalles et des plaques commémoratives ont également été posées en mémoire des déportés du convoi 73 : une au cimetière du Père-Lachaise sur la Colline de la Déportation (Avenue Circulaire, 97e division et deux en Estonie, devant la prison Patarei et sur l'aérodrome de Lasnamäe. 
Enfin, un important espace est réservé au convoi 73 au cœur de l'exposition permanente du Mémorial de la Shoah à Paris. On y trouve notamment un panneau avec plus de 100 photos des déportés du convoi. Le siège social de l'association se trouve d'ailleurs au Mémorial de la Shoah depuis 2014.